# 羅浩楷
羅浩楷（英語：Albert Law Ho Kai，1949年8月1日—），原名羅浩鍇，香港資深男演員，前無綫電視基本藝人合約藝人。

## 背景
羅浩楷生於小康之家，為家中的獨生子。他小時候居住在油尖旺區柯士甸道的柯士甸大廈，曾就讀德信學校。羅浩楷是1967年國泰電影公司第一期訓練班的學生，同屆同學有資深演員秦祥林、劉江、焦雄、區聰等人。他後來獲得導演朱克的引薦而加入無綫電視。此前，他是電影演員，又曾在灣仔和荔枝角等地方的酒吧當過結他手（自學結他和鋼琴）。約在40多歲時，羅浩楷經威利介紹接觸電子琴。同時，在該段時期，即1980至1990年代，他曾投資經營8至10間酒廊。之後他因差點經歷過兩次交通意外而意識到醉酒駕駛的禍害。於是就決心戒掉飲酒的習慣。
羅氏善於扮演各類人物，經典角色為於無綫電視《歡樂今宵》節目扮演呂奇及林子祥。他曾拜師許佩、張云、林祥園老師名下，曾任職業琴手20多年的他，不但是位音樂歌唱導師（因向歌唱老師偷師而學曉一些歌唱技巧，所以嘗試自己開班教學。），也是位樂隊領班。另外，他亦曾擔任過無綫電視歌唱比賽甄選入圍參賽者階段的評判。而入行多年，其中一件為人熟知的事是他拿著前度女友區靄玲的內褲向八卦雜誌講述他與區靄玲之間的事。
2016年，羅浩楷被指患上怪病，去年初一覺醒來後腰及頸出現問題，甚至失去自理能力，但其後太太接受《東網》訪問時，事實上是日常的骨椎病 ─ 椎間盤突出。
2017年8月與無綫電視結束合約，同時以半退休狀態淡出娛樂圈。
他晚年罹患柏金遜症，需要以輪椅代步。

## 演出作品

### 電視劇（無綫電視）

#### 早期
- 功夫熱（1975）
- 乘風破浪（1975）飾 占士
- CID （1976）飾 花仔全
- 書劍恩仇錄（1976）飾 瑞大林
- 無花果（1976）飾 新郎
- 民間傳奇（1976-1977）飾
- 逼上梁山 （1976）飾 小李廣花榮 (單元主角)
- 陸小鳳之決戰前後（1977）飾 表哥/顧飛雲
- 陸小鳳之武當之戰（1978）飾 表哥
- 小李飛刀之魔劍俠情（1978）飾 龍小雲 (男主角朱江)
- 一加一（1978）飾   (單元男主角, 女主角韓馬利)
- 名劍風流（1979）飾 唐鈺（男主角夏雨）
- 輪流傳（1980）飾  Henry
- 飛鷹（1981）飾  吃喝嫖賭之一
- 戲班小子（1982）飾 魏得寶
- 飛越十八層（1982）飾 羅德明
- 花艇小英雄（1982）飾 王威
- 播音人（1983）飾 太子階
- 笑傲江湖（1984）飾 林遠圖
- 成功路上（1990）飾

#### 1990年代
- 樂壇插班生（1997）飾 魯德森
- 難兄難弟（1997）飾 羅氏電影公司老闆
- 刑事偵緝檔案III（1997）飾 丁漢昌（檔案七：魔法幻影）（梁秋怡之丈夫）
- 美味天王（1997）飾 病人
- 鑑證實錄（1997）飾 Billy (電台高層)
- 真情（1997）飾 查偉業
- 鹿鼎記（1998）飾 索額圖
- 難兄難弟之神探李奇（1998）飾 羅先生
- 刑事偵緝檔案IV（1999）飾 江先生（江子山之父）
- 全院滿座（1999）飾 羅錦燦
- 吾係差人（1999）飾 鍾邦
- 衝上人間（1999）飾 潘Sir
- 金裝四大才子（2000）飾 孔老師

#### 2000年代
- 皆大歡喜 (古裝電視劇)（2001-2002）飾 凌零發
- 娛樂反斗星（2001）飾 雷四／四哥
- 尋秦記（2001）飾 李園（第16、23集）
- 公私戀事多（2001）飾 江成海
- 無考不成冤家（2002）飾 鄧仁
- 鳳舞香羅（2003）飾 張公公
- 帝女花（2003）飾 何太傅
- 美麗在望（2003）飾 天堂特使
- 花樣中年（2003）飾 Albert
- 皆大歡喜 (時裝電視劇)（2003-2005）飾 吳修
- 鐵翼驚情（2004）飾 乘客
- 青出於藍（2004）飾 朱炳洪
- 隔世追兇（2004）飾 Peter
- 楚漢驕雄（2004）飾 成萬川
- 秀才遇著兵（2005）飾 錢亨通
- 開心賓館（2005）飾 翁家偉
- 識法代言人（2005）飾 華官
- 潮爆大狀（2006）飾 林忠義
- 高朋滿座（2006）飾 王昇
- 法證先鋒（2006）飾 羅邦
- 男人之苦（2006）飾 Calvin
- 鳳凰四重奏（2006）飾 人上人外語學院校長
- 東方之珠（2006）飾 潘安
- 師奶兵團（2007）飾 黃生
- 強劍（2007）飾 司徒雲
- 歲月風雲（2007）飾 高小鳳
- 野蠻奶奶大戰戈師奶（2008）飾 警司
- 秀才愛上兵（2008）飾 姚大人
- 銀樓金粉（2008）飾 周全忠
- 師奶股神（2008）飾 彭可同
- Click入黃金屋（2008）飾 唐文豪
- 學警狙擊（2009）飾 陳神父
- 大冬瓜（2009）飾 陸判
- 老婆大人II（2009）飾 方燊森Samson
- 絕代商驕（2009）飾 Ben
- 巴不得爸爸...（2009）飾 關老爺
- 老公萬歲（2010）飾 絲襪狂
- 秋香怒點唐伯虎（2010）飾 鵬
- 鐵馬尋橋（2010）飾 譚醫生
- 施公奇案II（2010）飾 吳守信
- 女人最痛（2010）飾 周先生
- 公主嫁到（2010）飾 魯大人
- 巾幗梟雄之義海豪情（2010）飾 田安朗
- 依家有喜（2010）飾 藍景思

#### 2010年代
- Only You 只有您（2011）飾 林耀華
- 誰家灶頭無煙火（2011）飾 唐福
- 洪武三十二（2011）飾 何時了
- 點解阿Sir係阿Sir（2011）飾 周大狀
- 真相（2011）飾 許國正
- 法證先鋒III（2011）飾 馬俊平
- 東西宮略（2012）飾 成威
- 當旺爸爸（2012）飾 馬生
- 拳王（2012）飾 齊錦榮
- 耀舞長安（2012）飾 繪畫導師
- 愛·回家 (第一輯)（2012-2015）飾 賈德積
- 護花危情（2012）飾 文
- 巴不得媽媽...（2012）飾 富豪
- 名媛望族（2012）飾 華商會會員
- 法網狙擊（2012）飾 法官
- 初五啟市錄（2013）飾 朱孝勇
- 戀愛星求人（2013）飾 簡永松
- 神探高倫布（2013）飾 神父（第8集）
- 師父·明白了（2013）飾 包老闆
- 情逆三世緣（2013）飾 余棟波
- My盛Lady（2013）飾 總編
- 守業者（2014）飾 鄭昌
- 廉政行動2014（2014）飾 王富
- 女人俱樂部（2014）飾 五哥
- 寒山潛龍（2014）飾 周縣官
- 我們的天空（2014）飾 董富貴
- 載得有情人（2014）飾 葉律師
- 再戰明天 (2014) 飾 大平紳士
- 飛虎II（2014）飾 肥腸（第5集）
- 醋娘子（2014）飾 小野生
- 宦海奇官（2015） 飾 曹冠南
- 四個女仔三個BAR（2015） 飾 陳燊
- 衝線（2015） 飾 Gilbert
- 華麗轉身（2015） 飾 曾先生
- 潮拜武當（2015） 飾 樂賦
- 樓奴（2015） 飾 標哥
- 無雙譜（2015） 飾 龜公
- 東坡家事（2015） 飾 程子才

### 電影
- 滾女搵老襯 飾 豪華俱樂部前台接待員
- 馬場風暴 飾 鄔先生 (劉志榮飾) 助理
- 追女仔 飾 闊少
- 彩雲曲 飾
- 邪完再邪 飾 王先生
- 花心大少 飾 網球教練
- 五福星 飾 牙醫
- A計劃 飾 餐廳經理
- 人嚇鬼 飾 阿佳
- 拍檔闖情關 飾
- 黐鬼線 飾
- 妙探孖寶 飾 趙得勁
- 1/2段情 飾
- 最佳損友 飾 Simon
- 最佳損友闖情關 飾 劉白族
- 龍的傳人 飾 撞球比賽輸球者
- 黃飛鴻之鐵雞鬥蜈蚣 飾 Robert表哥
- 港督最後一個保鏢 飾 阿七
- 97家有囍事 飾 Richard

### 其他演出
- 歡樂今宵（無綫電視）
- 一家六口（亞洲電視）
- 婦女天下（亞洲電視）

## 軼聞
- 2009年，石硤尾大坑東邨的「彩龍酒樓」，羅浩楷的名字出現在一個「輪迴」（正確應為巡迴）演唱廣告之上。有關錯誤運用詞語一事被網民放上論壇討論。當年廣告註明羅浩楷會獻唱，但事實上沒有提出邀請。後於2013年此事又再被傳媒討論。[6]

## 外部連結
- 羅浩楷在香港影庫上的簡介
- 香港電台《守下留情》羅浩楷訪問錄音